# 첸키엔싱
첸키엔싱(중국어: 陳健星, 병음: Chén Jiànxīng, 광둥어: Chan4 Gin6 Sing1, 1985년 3월 19일 ~ )은 마카오의 축구 선수로 현재 룬 록에서 공격수로 뛰고 있으며 마카오 대표팀 역대 국제 A매치 최다 득점 기록 보유자이다.

## 클럽 경력
2005년 CD 몬테카를로에서 데뷔하여 2008년까지 활동하며 리가 드 일리트 2006 준우승, 리가 드 일리트 2008 우승, 2008년 마카오 FA컵 준우승 등에 일조했다.
그 후 2008년부터 2011년까지 윈저 아크 카 이 소속으로 활약하며 리그 2연패(2010, 2011), 마카오 FA컵 2연패(2009, 2010), 2009년 리그 준우승 등의 성과를 남긴 뒤 2012년 CD 몬테카를로로 복귀하여 2012년 리그 준우승, 2012년 마카오 FA컵 준우승, 2013년 리그 우승 등의 주역으로 활약했다.
이후 2014년 CD 케이룬에 몸 담은 뒤 2015년 스포르팅 클루브 드 마카오에서 활동하다가 2016년부터 2017년까지 2시즌간 활동하며 팀의 2017 시즌 리그 4위, 2017년 마카오 FA컵 4강 진출에 일조했다.
그리고 2018년 라이치에서 활동하다가 2019년 항 사이로 이적하여 2시즌간 1부 리그 잔류에 성공했지만 2021 시즌 리그 10팀 중 꼴찌에 그치며 2부 리그로 내려앉았고 2019년 마카오 FA컵에서는 자신의 친정팀인 윈저 아크 카 이와의 1라운드에서 무려 39골을 주고 받은 접전 끝에 18-21로 패하며 8강 진출에 실패했다.

## 국가대표팀 경력
2006년 마카오 A대표팀 첫 합류 후 열린 파키스탄과의 2006년 AFC 챌린지컵 D조 조별리그 최종전에서 국제 A매치 데뷔골을 멀티골로 장식하며 팀의 국제 대회 첫 승점을 안겼다.
그리고 같은 해에 열린 2006년 루소포니아 경기 대회에 마카오 U-23 대표팀 소속으로 참가한 뒤 성인대표팀 복귀 이후 태국과의 2010년 FIFA 월드컵 아시아 지역 1차 예선에서 2골을 터뜨렸고 이후 열린 2010년 동아시아 축구 선수권 대회 1라운드에서는 북마리아나 제도와 괌을 상대로 무려 4골을 터뜨려 1라운드 득점왕에 오르면서 팀의 역대 EAFF E-1 풋볼 챔피언십 1라운드 역사상 최다 승점(1승 1무 1패) 및 최다 득점 기록(9골)에 기여했지만 팀은 아쉽게도 3위에 머무르며 2라운드에는 오르지 못했다.
이후 2013년 EAFF 동아시안컵 1라운드에서도 북마리아나 제도를 상대로 3골을 터뜨리며 2회 연속 1라운드 승점 3점 획득에 기여했으며 현재까지 A매치 통산 27경기 17골로 마카오 대표팀 내 최다 득점자 타이틀을 수성하고 있다.

## 수상

### 클럽
CD 몬테카를로
- 리가 드 일리트 : 우승 (2008, 2013), 준우승 (2006)
- 마카오 FA컵 : 준우승 (2008, 2012)

윈저 아크 카 이
- 리가 드 일리트 : 우승 (2010, 2011), 준우승 (2009)
- 마카오 FA컵 : 우승 (2009, 2010)

스포르팅 클루브 드 마카오
- 리가 드 일리트 : 4위 (2017)
- 마카오 FA컵 : 4강

### 개인
- EAFF E-1 풋볼 챔피언십 1라운드 득점왕 : 2010 (4골)